# Międzynarodowa Konwencja w sprawie Zwalczania Obiegu i Handlu Wydawnictwami Pornograficznymi
Międzynarodowa Konwencja w sprawie Zwalczania Obiegu i Handlu Wydawnictwami Pornograficznymi (ang. International Convention for the Suppression of the Circulation of and Traffic in Obscene Publications, fr. Convention internationale pour la répression de la circulation et du trafic des publications obscènes) – umowa międzynarodowa podpisana w Genewie 12 września 1923 roku. Sporządzona w językach angielskim i francuskim. Zarejestrowana w Sekretariacie Ligi Narodów 7 sierpniа 1924 r. zgodnie z wymogami stawianymi przez Traktat Wersalski w art. 18.
Polska ratyfikowała konwencję 13 stycznia 1927 roku. 
Stronami jest 56 państw.
Konwencja penalizuje sporządzanie i rozpowszechnianie pornograficznych przedmiotów, handel i obrót nimi oraz ogłaszanie w celu ułatwienia obiegu lub handlu. Jej ratyfikacja oznacza wg art. 10 automatyczne przystąpienie do zawartego w Paryżu 4 maja 1910 r. Porozumienia o zakazie publikacji obscenicznych. Porozumienie i Konwencja pozostawiają bez określenia pojęcie obsceniczności.
Wg art. 15 Konwencji spory na tle jej interpretacji i stosowania rozstrzygał Stały Trybunał Sprawiedliwości Międzynarodowej. Depozytariuszem był Sekretariat Ligi Narodów (art. 11).
12 listopada 1947 r. w Lake Success (stan Nowy Jork) podpisano Protokół aktualizujący Konwencję. Obowiązki depozytariusza przejął Sekretariat ONZ a spory rozstrzyga Międzynarodowy Trybunał Sprawiedliwości.